# Hacka Doll the Animation

Hacka Doll THE Animation (ハッカドール THE・あにめーしょん Hakkadōru THE animēshon?) es un anime basado en la nueva app Hacka Doll de DeNA para dispositivos iOS y Android. El anime fue producido por el grupo Creators in Pack en colaboración con Studio Trigger y consiste en una serie de 13 episodios cortos, los cuales se estrenaron en Japón el 2 de octubre de 2015 como parte del bloque de programación Ultra Super Anime Time, junto con Kagewani y Miss Monochrome Temporada 3, la serie es transmitida en simultáneo por Crunchyroll. Su transmisión finalizó el 25 de diciembre de 2015.

## Sinopsis
Dentro de un futuro próximo en el actual siglo XXI, los medios de comunicación se ven saturados de información haciendo que sea imposible discernir sobre las correctas necesidades de las personas y sus problemas. Dentro de este contexto, la historia gira en torno a las Hacka Dolls, unas muñecas robot con un sistema de IA creadas para la ayuda y el entretenimiento personal de sus usuarios. Su programa de aplicación IA se sincroniza con un usuario permitiendo analizar automáticamente los gustos y preferencias de este para luego brindar su servicio de ayuda personal o hacer recomendaciones en la mejora de dichas necesidades. Tres de estas Hacka Dolls no funcionan correctamente, lo que abrirá paso al desarrollo de la trama.

## Personajes

### Principales
Hacka Doll #1 (ハッカドール1号 Hakkadōru 1-gō)
Seiyū: Miyu Takagi
Hacka Doll #2 (ハッカドール2号 Hakkadōru 2-gō)
Seiyū: Kaya Okuno
Hacka Doll #3 (ハッカドール3号 Hakkadōru 3-gō)
Seiyū: Nanami Yamashita

### Secundarios
Hacka Doll #4 (ハッカドール4号 Hakkadōru 4-gō)
Seiyū: Reina Ueda
Hacka Doll #0 (ハッカドール0号 Hakkadōru 0-gō)
Seiyū: Ryōka Yuzuki

## Medios de comunicación

### Manga

#### Shōkan (oyobi) desu ka!? Hacka Doll
El manga Shōkan (oyobi) desu ka!? Hacka Doll (召喚〈および〉ですか!? ハッカドール?) escrito e ilustrado por Yatsuki (やつき?), fue serializado por Manga Box desde marzo hasta diciembre de 2015, siendo publicados dos volúmenes tankōbon.

#### Hacka Doll IN Comic
Un segundo manga denominado Hacka Doll IN Comic (ハッカドール IN こみっくす?) fue serializado en Comic Rex desde agosto de 2015 hasta julio de 2016, siendo ilustrado por Nabe Watanabe.

### Anime
El anime fue dirigido por Ikuo Geso, quien también es el guionista, director de animación, editor, diseñador, y pintor digital. Creators in Pack TOKYO fue el principal estudio de animación que trabajó en su producción colaborando con Studio Trigger. Las Seiyū de las tres principales Hacka Doll (Miyu Takagi, Kaya Okuno, y Nanami Yamashita) cantan el opening "Touch Tap Baby" y el ending "Happy Days Refrain".

#### Lista de episodios
| Núm. | Título | Fecha de emisión        |
| ---- | --- | ----------------------- |
| 1    | "Entretenimiento Personal AI! Hacka Doll!" (パーソナルエンタメAI!ハッカドール！)                                      | 2 de octubre de 2015    |
| 2    | "Por favor déjenos ser Idols!" ( アイドルやらせてください！)                                                          | 9 de octubre de 2015    |
| 3    | "Eso es para lo que las Hacka Dolls están Hechas" (そのためのハッカドールです)                                        | 16 de octubre de 2015   |
| 4    | "Tomar una ducha primero" (先にシャワー浴びてきなよ)                                                                  | 23 de octubre de 2015   |
| 5    | "#4 No es solo para un show!" (4号はダテじゃない！)                                                                   | 30 de octubre de 2015   |
| 6    | "Una cosa del pasado" (思い出のナーニー)                                                                              | 6 de noviembre de 2015  |
| 7    | "KUROBAKO" (KUROBAKO)                                                                                                 | 13 de noviembre de 2015 |
| 8    | "Tipo de heroína principal" (なんかメインヒロインっぽい)                                                              | 20 de noviembre de 2015 |
| 9    | "La única cosa que puede detenerme es martes de mantenimiento de rutina" (オレをとめられるのは火曜の定期メンテだけだ) | 27 de noviembre de 2015 |
| 10   | "Vamos a las aguas termales!" (温泉に行こう！)                                                                        | 4 de diciembre de 2015  |
| 11   | "Policía VA, muévanse!" (声優警察出動だ！)                                                                            | 11 de diciembre de 2015 |
| 12   | "Chica mágica Lovely Hurt♥" (魔法少女 Lovely Hurt♥)                                                                   | 18 de diciembre de 2015 |
| 13   | "Las Hacka Dolls pueden encargarse de todo, incluso Comiket" (ハッカドールにコミケもおまかせですっ)                   | 25 de diciembre de 2015 |